# Olimpiada Asturiana de Filosofía
La Olimpiada Asturiana de Filosofía es una competición anual de filosofía organizada en Asturias por la Sociedad Asturiana de Filosofía (SAF), en la que pueden participar alumnos de ESO y bachillerato. El alumnado premiado en estas olimpiadas accede a la participación en la Olimpiada filosófica de España, que organiza la Red española de Filosofía.
Realizada desde el curso 2001-2002, es la olimpiada filosófica más antigua de España.

## La Olimpiada Asturiana de Filosofía
Esta Olimpiada consiste en la realización de un ensayo sobre un tema a elegir dentro del marco establecido en las bases de cada edición. Estos ensayos son presentados a la SAF, que juzga y premia los tres mejores ensayos. Del mismo modo, se otorgan siete menciones especiales a los siguientes mejores.
Estos ensayos son publicados en un boletín anual realizado por la SAF junto con otra información, memorias y artículos.
La edición del año 2020 se llevó a cabo sin fase presencial, debido a la pandemia del coronavirus. El evento iba a llevarse a cabo el 27 de marzo.

## Temática y ganadores de las olimpiadas asturianas de Filosofía
- 2001-2002: I Olimpiada. Tema: El hombre en el ciberespacio. Los interrogantes filosóficos de la sociedad de la información.

Ganadores: Sergio Martínez Vila ("Duelos a Medianoche"), Carlos Xabel Lastra Anadón ("Algunos interrogantes filosóficos sobre la sociedad de la información") y Verónica Cabañas Álvarez ("Manipulación de la información").
- 2002-2003: II Olimpiada. Tema: La amenaza del nuevo chamanismo en el siglo XXI: ciencia y filosofía frente a la invasión de la superstición y la pseudociencia.

Ganadores: Laura Casielles Hernández ("Símbolo"), Rocío Souto Prieto ("Cuando la luz está invadida por las sombras") y Mireia Pareja González ("La crisálida").
- 2003-2004: III Olimpiada. Tema: La ética y la política en el siglo XXI. Participación ciudadana y déficit democrático. ¿La Democracia herida?.

Ganadores: María Valeria Torre Cuervo ("Democracia y Derechos Humanos"), Daniel Prieto Francos ("Democracia y socialismo. Un intento de clarificar...") y Elena Palacio Tuñón ("¿La democracia herida? Libertad, igualdad, fraternidad").
- 2004-2005: IV Olimpiada. Tema: Conflicto y confrontación cultural. ¿Es posible la convivencia entre culturas?

Ganadores: César del Carre Patallo ("Multiculturalismo, un desafío para el futuro"), Raúl García Castro("Judíos, moros y cristianos en España. ¿Cómo fue su convivencia?") y Marina Noriega Pedrón ("¿Una convivencia imposible?").
- 2005-2006: V Olimpiada. Tema: La conquista del espacio. Impacto de la ciencia y la tecnología en los albores del siglo XXI.

Ganadores: Anaís Fernández Criado ("Estrechando el cerco"), Laura Rodríguez Fonseca ("Las memorias de Katherine") y Elisa Castañón García-Roves ("El principio antrópico").
- 2006-2007: VI Olimpiada. Tema: ¿Qué es el Hombre? Las fronteras de lo humano en la perspectiva del sigloXXI. Paradojas antropológicas de la Bioética.

Ganadores: Olaya Suárez Magdalena ("Uso de los avances de la medicina genómica: ¿Mayor igualdad o nuevas desigualdades?") y Nidia Gómez ("El final del hombre. Dédalo e Ícaro"). El tercer premio quedó desierto.
- 2007-2008: VII Olimpiada. Tema: Tendencias juveniles: estética, ideología y ciudad.

Ganadores: Olaya Suárez Magdalena ("Polémicas entre jóvenes y viejos urbanitas: ¿radiación adaptativa o simbiosis social?"), Andrea Sánchez Álvarez ("Tribus urbanas: ¿prolongación de la adolescencia?") y José Ignacio Bernardo Iglesias ("¿Para cuándo una juventud de más voltaje y menos amperaje?").
- 2008-2009: VIII Olimpiada. Tema: Propiedad, marca y creatividad

Ganadores: Cristina Burgos Gutiérrez ("Creación a partir de la nada, los mitos del tiempo y de la propiedad"), Diego Coto Fernández ("Marca y creatividad, pero sin propiedad. La embestida del ñu") y Pablo Luis Álvarez Fernández ("El Sigfrido. Sujero, creatividad y sociedad").
- 2009-2010: IX Olimpiada Tema: El amor. Eros, pasión y belleza

Ganadores: Clara María Álvarez Vázquez ("Don Juan o la burla del amor"), Lara Núñez Muslera 8"El amor y la metadona"), Lara Alcázar Miranda ("La (r)evolución del concepto de familia en las sociedades emergentes").
- 2010-2011: X Olimpiada. Tema: Jovellanos, Ilustración y progreso

Ganadores: Carmen Amo Alonso ("Quid Verum, Quid Utile: Jovellanos y la Educación"), Tanya Fernández Fernández ("Utinam Felices! Sobre el uso público de la Razón"), Patricia López Calvo ("Jovellanos y la Idea de Progreso").
- 2011-2012: XI Olimpiada. Tema: Democracia y derechos humanos

Ganadores: Álvaro González Remeses ("Fisuras de la democracia y sus repercusiones en los derechos humanos"), Carmen Amo Alonso ("Fundamentación de los derechos humanos: del Buen Salvaje al fuego de Vesta") y Paula Begega Suárez ("Despertar de la conciencia. Un acercamiento a los derechos de la infancia").
- 2012-2013: XII Olimpiada. Tema: Ética y economía

Ganadores: Juan Fuentes Colom ("El poder de lo humano frente al poder del lucro"), Inés Isoba Gutiérrez ("Rreflexiones en torno a la moral de la empresa. Seis Calas en la historia de la literatura") y Christian Lanza García ("El ser humano neoliberal a la búsqueda de la felicidad").
- 2013-2014: XIII Olimpiada. Tema: ¿Para qué sirve la filosofía?

Finalistas: Javier Cuadrado Aníbarro ("Diálogos con mi maestro"), Pablo Moro Valbuena ("Para leer a Borges") y Julia Pérez Prada ("Trayecto").
- 2014-2015: XIV Olimpiada. Tema: Naturaleza y cultura: ¿qué nos hace ser lo que somos?

Ganadores: Óscar Díaz Rodríguez ("Deformación o presentación del nuevo hombre"), Emilio Fernández Viejo ("Una solución útil y justa") y Bárba Hernández Nicolás ("El ocaso del iris").
- 2015-2016: XV Olimpiada.

Ganadores: Lucía Rodríguez-Noriega Béjar (A la manera de Platón), Claudia Quijada Mariño (¿Qué responsabilidad tenemos frente a los animales?),